# Kostel svatého Jakuba Staršího (Bystřec)
Kostel svatého Jakuba Staršího je orientovaná sakrální stavba v obci Bystřec v okrese Ústí nad Orlicí postavená v empírovém slohu v letech 1827–1832 na místě původního dřevěného kostela. Stojí na mírném svahu uprostřed hřbitova na pravém břehu Bystřeckého potoka a je farním kostelem zdejší farnosti.

## Historie
Původní dřevěný kostel svatého Jakuba z druhé poloviny 14. či počátku 15. století měl zřejmě samostatně stojící dřevěnou zvonici, která byla roku 1779, rok po povýšení místní lokálie na farnost, nahrazená za zděnou. Při budování nového kostela v letech 1827–1832 byla tato zvonice zahrnutá do novostavby jako dominanta západního průčelí, čímž došlo k nepříliš častému sekundárnímu spojení dvou původně samostatných prvků (zřejmě obdobně byla zvonice spojená s novostavbou kostela Všech svatých v Sedloňově či při obnově kostela svatého Petra a Pavla v Mimoni). Kostel byl vysvěcen již 17. října 1830, jeho stavbu provedl Jan May z Dražkovic snad podle projektu architekta Kašpara Viletěla. V roce 1898 byla věž zvýšená o novorenesančně upravené patro, v letech 1972–1987 proběhla generální oprava kostela a v letech 1992–1993 byly do věže pořízeny dva nové zvony.

## Popis

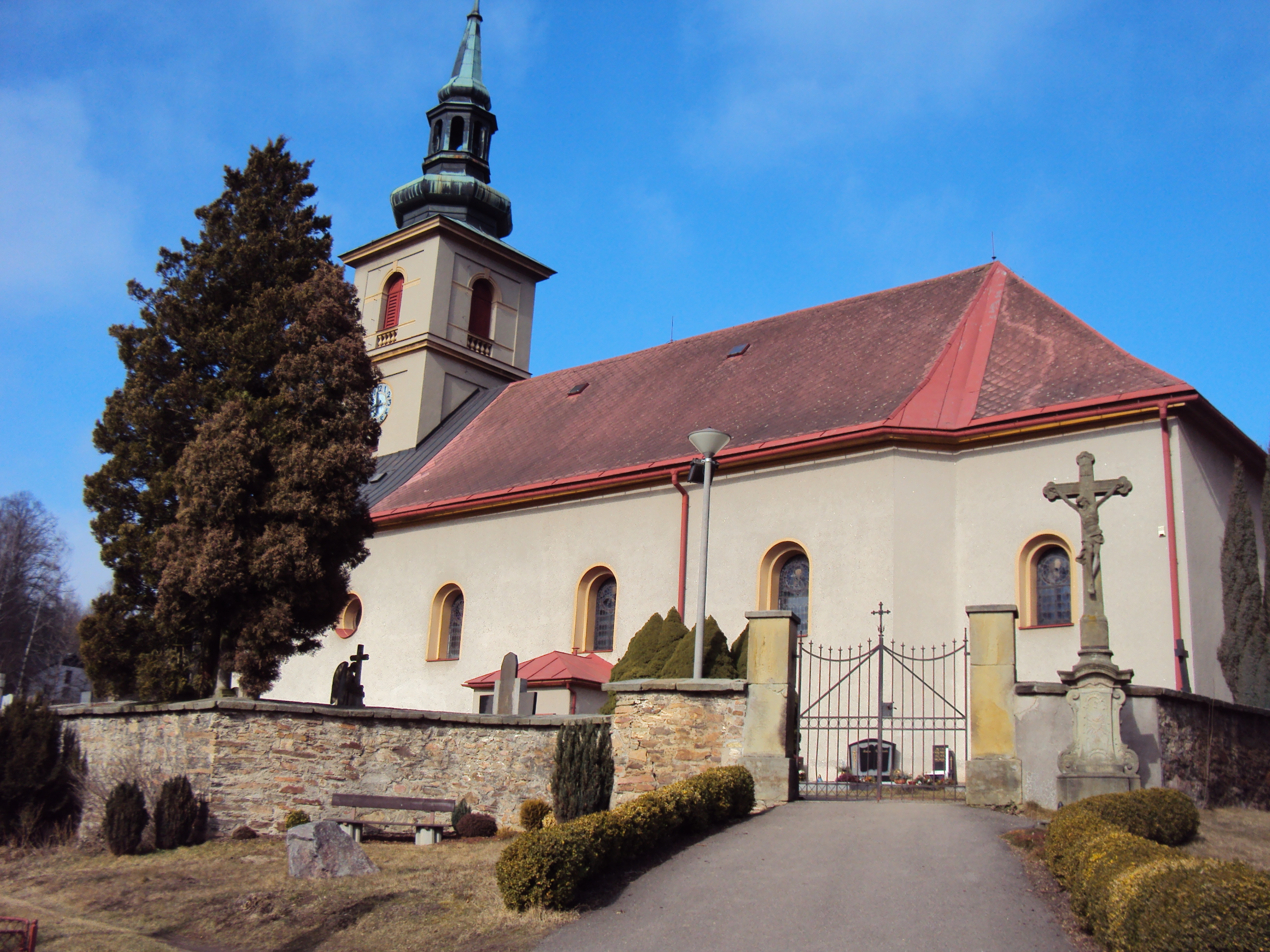
Pohled na kostel od jihovýchodu.

Kostel je jednolodní stavba obdélného půdorysu s hranolovou věží zcela zapuštěnou do západního průčelí a užším, mírně odsazeným, pravoúhle zakončeným presbyteriem, k jehož severní straně přiléhá sakristie. K jižní straně lodi přisedá drobná předsíň. Sedlová střecha lodi i valbová střecha závěru jsou kryté eternitem, střechy sakristie, jižní předsíně a v okolí věže jsou oplechované. Plechová je i krytina střechy věže tvořené stlačenou osmibokou bání, z níž vyrůstá lucerna završená makovicí. Fasády lodi i kněžiště jsou hladké a nezdobené, členěné pouze obloukem zaklenutými okny, v úrovni kruchty kruhovými. Pouze fasáda vstupního západního průčelí je rytmizovaná dvojicí toskánských štukových pilastrů vysokého řádu nesoucích konzolovou korunní římsu a motivem štukové bosáže v nárožních lizénách a ve středním poli s lunetovým oknem. V ose umístěný hlavní portál má kamenné ostění s uchy v horních rozích, trojúhelný štít průčelí je prolomen hodinovým patrem věže. To má lizénové rámce s hodinovými ciferníky ve středním vpadlém poli, zvonové patro má vysoká obloukem zaklenutá okna s kuželkovou balustrádou v podprsni. V jižní zdi lodi, vlevo od předsíně, jsou zazděné tři pískovcové náhrobní kameny z doby kolem roku 1800, z nichž jsou viditelné pouze čelní strany.
Interiér lodi je zaklenut sledem tří klenebních polí s plackovou klenbou s pasy svedenými do přízedních pilířů, v západní části lodi je zděná kruchta nesená dvojicí sloupů. Podkruchtí i presbytář mají také klenbu plackovou. 
Předválečný popis zařízení kostela zmiňuje čtyři oltáře. Hlavní oltář s obrazem od Jakuba Zimmermanna z Prahy, oltář Panny Marie při epištolní straně triumfálního oblouku, sestavený ze zbytků staršího oltáře, se sochou Immaculaty z poloviny 18. století a protějškové sloupové oltáře svatého Jana Nepomuckého a svatého Václava s obrazy od Jana Vorličky z Jablonného nad Orlicí z poloviny 19. století. Oba tyto oltáře nesly relikviáře z počátku 18. století s voskovými reliéfy svatého Antonína Paduánského, svatého Františka, Immaculaty a svatého Ivana. Z dalšího zařízení je zmíněná čtyřboká kazatelna se stříškou z 1. poloviny 19. století, trojdílné varhany s pozitivem v poprsnici kruchty z poloviny 19. století a zpovědnice s baldachýnem z 2. poloviny 18. století. Stěny interiéru zdobilo čtrnáct zastavení křížové cesty, dílo Jana a Václava Vorličky z Jablonného z roku 1832, malované na plátnech 140×220 cm, a dřevěný krucifix u paty triumfálního oblouku. Z liturgických předmětů jsou popsány tři kalichy, 63 centimetrů vysoká zlacená monstrance, dva relikviáře, pacifikál a šest svícnů. Jediný zvon ve věži z roku 1585 od Eliáše Stodoly z Hradce Králové, o průměru 120 cm a výšce 80 cm, byl zdoben znakem Pernštejnů a reliéfem Ukřižování a nesl nápis: „LETHA PANIE MDLXXXV SLYT GEST ZWON TENTO KE CTY A K CHWALE BOZY ODE MNE M. ELYASSE STODOLY ZWONARZE W HRADCI KRALOWY NAD LABEM“.
Popis zařízení z konce 70. let 20. století, který ovšem vznikl v průběhu dlouhé generální opravy exteriéru i interiéru kostela, již popisuje hlavní oltář jako novobarokní práci z roku 1948 od firmy Kafka z Červeného Kostelce, jejímž dílem je i boční mariánský oltář v podobě novobarokního mariánského sloupu z roku 1950. V podkruchtí zmiňuje „silně poškozený“ obraz od J. Zimmermanna z původního hlavního oltáře.
Zvon z roku 1585 přečkal rekvizice druhé světové války a v roce 1992 byl doplněn zvonem svaté Anežky, o rok později ještě zvonem svatého Václava. Z původních varhan z doby kolem roku 1830 se dochovala pouze skříň, stávající pneumatické varhany se dvěma manuály a patnácti rejstříky jsou z roku 1930 od kutnohorského varhanáře Josefa Melzera.